# Cocina con Sergio
Cocina con Sergio es un programa de televisión español dedicado a la cocina, que se emitía los fines de semana a través de La 1 de Televisión Española.

## Premios
El jurado del Certamen Nacional de Periodismo de Divulgación en Acuicultura, ACUIPRESS, que convoca la Fundación Observatorio Español de Acuicultura (OESA), entregó el martes 7 de mayo de 2013 el premio en la categoría de Medios Audiovisuales al programa Cocina con Sergio de La 1, por la emisión de un reportaje sobre la crianza de la trucha en la piscifactoría de Fuentidueña (Segovia) y su potencial gastronómico.